# Moquegua (regiune)
Regiunea Moquegua (în spaniolă Departamento de Moquegua, în Quechua Muqiwa suyu) este o regiune în sudul Perului care se învecinează cu Oceanul Pacific. Pe o suprafață de 15.733,97 km2 trăiesc circa 163.757 locuitori (2004). Capitala este Moquegua.

## Geografie
Cel mai înalt vârf Vulcan Huaynaputina are o înalțime de 6.175 m. Cel mai important port este Ilo.

## Provincii
Regiunea se împarte în trei provincii și 20 districte:
Provincia - (capitala)
1. General Sánchez Cerro (Omate)
2. Ilo (Ilo)
3. Mariscal Nieto (Moquegua)